# Cássio Barbosa
Cássio Vargas Barbosa (* 25. November 1983 in Porto Alegre), genannt Cássio, ist ein ehemaliger brasilianischer Fußballspieler. 

## Karriere
Cássio kam im Jahr 2005 nach Europa und spielte zunächst für den FC Maia in der zweiten portugiesischen Fußballliga, der Liga de Honra. Zur Saisonmitte wechselte der Stürmer zum Ligakonkurrenten GD Chaves, wo er in 17 Spielen zwölf Tore erzielen konnte. Dadurch wurde der Erstligist Nacional Funchal auf ihn aufmerksam, der ihn im Sommer 2006 verpflichtete.
In Funchal kam Cássio nicht wie erwartet zum Zuge und nicht regelmäßig zum Einsatz. Nach zwei Jahren verließ er den Klub und wechselte zu União Leiria in die Liga de Honra. Er fand seine Torgefährlichkeit wieder und steuerte 17 Tore zum Aufstieg in die SuperLiga bei, wo er in der folgenden Spielzeit den Klassenerhalt schaffte.
Im Sommer 2010 wechselte er zu Rapid Bukarest. Im ersten Jahr konnte er für Rapid sieben Tore erzielen. Im Januar 2012 wurde er für ein halbes Jahr an den portugiesischen Erstligisten SC Beira-Mar ausgeliehen. Nach seiner Rückkehr wechselte er im Sommer 2012 zu al-Ettifaq nach Saudi-Arabien. Ein halbes Jahr später zog es ihn zu Gwangju FC nach Südkorea, ehe er sich dem zyprischen Erstligisten AEL Limassol anschloss. Anfang 2014 kehrte er nach Brasilien zurück und heuerte bei AD São Caetano an. Im Sommer 2015 wechselte er abermals nach Portugal, wo er sich dem Zweitligisten Desportivo Aves anschloss. Dort kam er nur viermal zum Zuge und zog Anfang 2016 zu Ligakonkurrent Leixões SC weiter. Dort sicherte er sich mit seinem Team den Klassenerhalt. Im Juli 2016 beendete er seine Karriere.

## Erfolge
- Aufstieg in die portugiesische Primeira Liga: 2009